# Nadrloštrof
Nadrloštrof ili Uberloštrof (njemački: Oberloisdorf, mađarski: Felsőlászló) je naseljeno mjesto i općina u austrijskoj saveznoj državi Gradišće, administrativno pripada Kotaru Gornja Pulja.

## Stanovništvo
Nadrloštrof prema podacima iz 2010. godine ima 779 stanovnika. 2001. godine Nadrloštrof je imao 798 čega od 783 Nijemca, 5 Mađara, 5 Hrvata i 5 ostalih. Naselje je 1910. godine imalo 948 stanovnika većinom Nijemaca.

## Vanjske poveznice
- Internet stranica naselja